# Città Sant'Angelo
Città Sant'Angelo is een gemeente in de Italiaanse provincie Pescara (regio Abruzzen) en telt 14.968 inwoners (31-12-2015). De oppervlakte bedraagt 62,0 km², de bevolkingsdichtheid is 241 inwoners per km².
De volgende frazioni maken deel uit van de gemeente: Annunziata, Villa Cipressi, Madonna della Pace, Crocifisso, Marina, San Martino en Fonte Umano.

## Demografie
Città Sant'Angelo telt ongeveer 4441 huishoudens. Het aantal inwoners steeg in de periode 1991-2001 met 17,6% volgens cijfers uit de tienjaarlijkse volkstellingen van ISTAT.
| Jaar | Inwoneraantal |
| ---- | ------------- |
| 1991 | 10.164        |
| 2001 | 11.952        |

## Geografie
De gemeente ligt op ongeveer 322 m boven zeeniveau.
Città Sant'Angelo grenst aan de volgende gemeenten: Atri (TE), Cappelle sul Tavo, Collecorvino, Elice, Montesilvano en Silvi (TE).

## Galerij

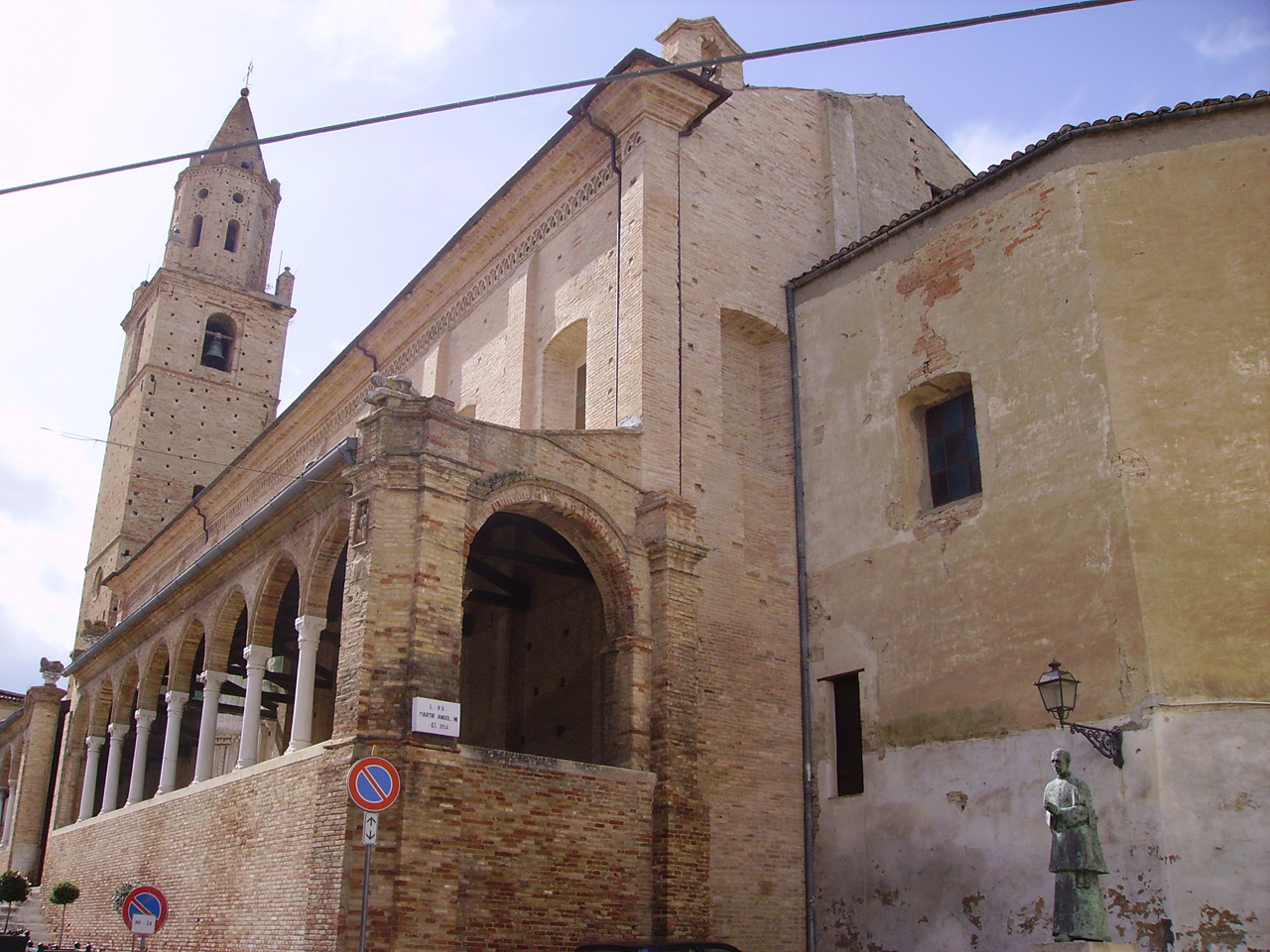
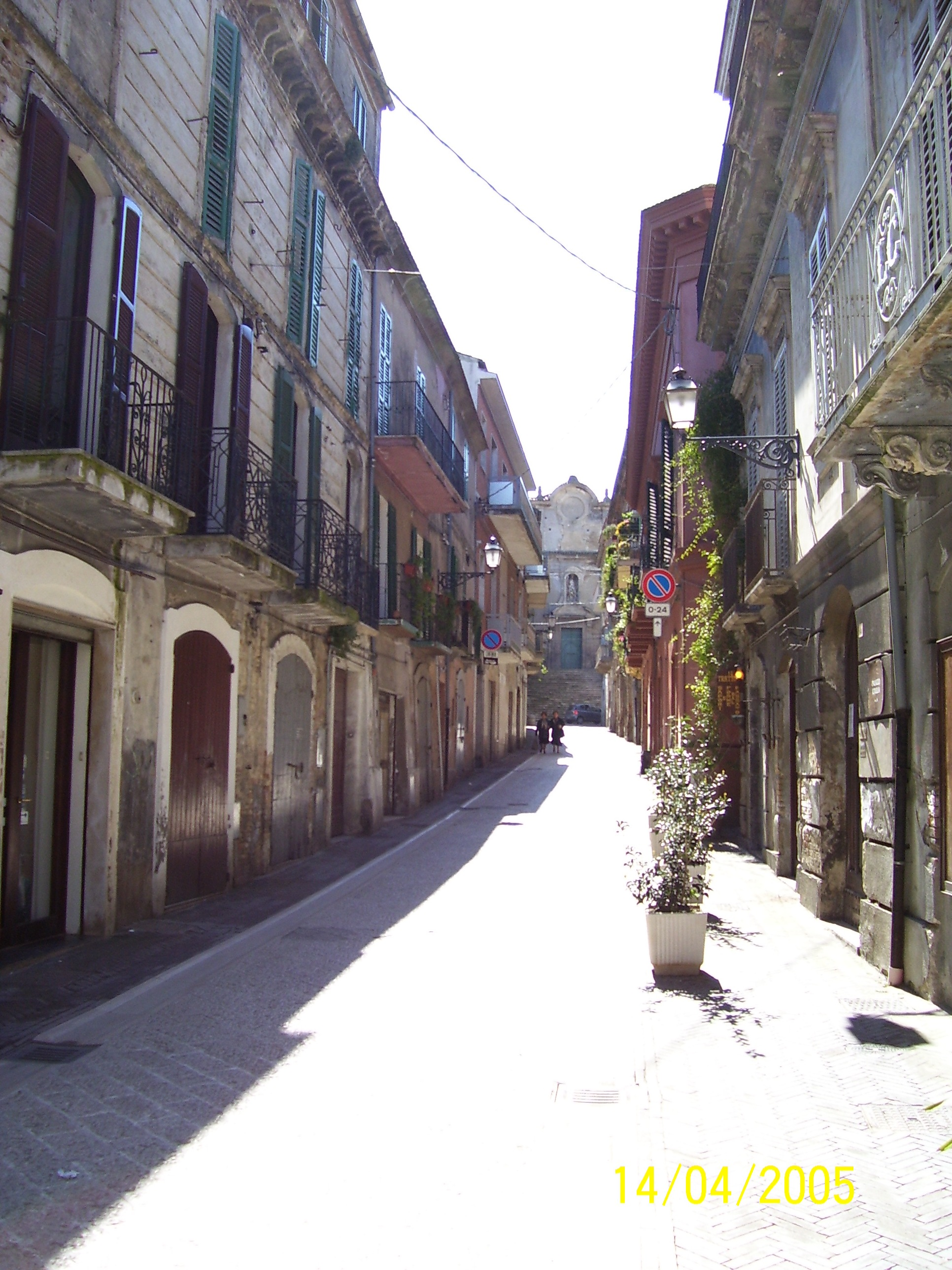
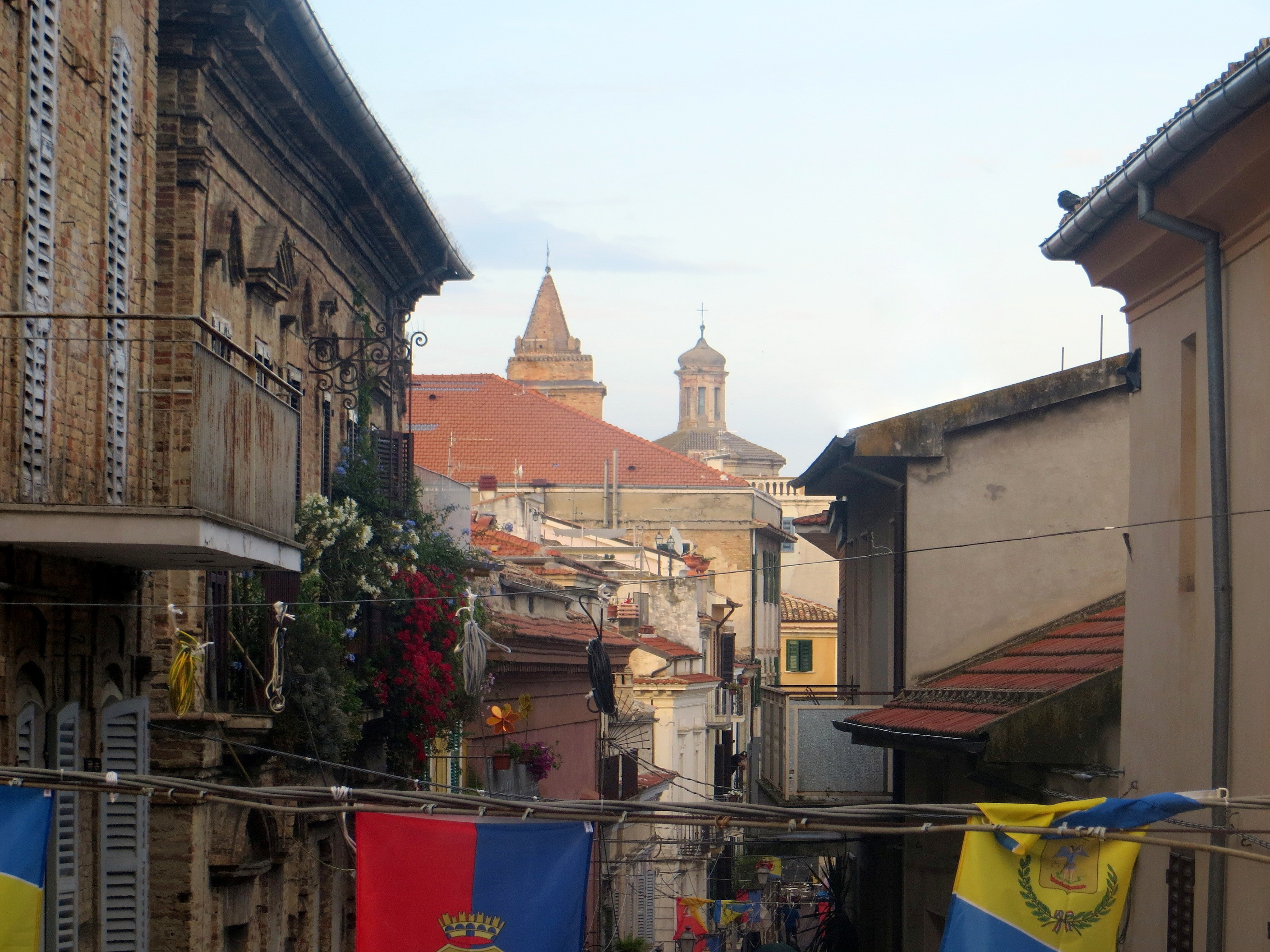

## Geboren
- Massimo Oddo (1976), voetballer en voetbalcoach